# Camillo Martinoni
Camillo Martinoni (Brescia, 28 marzo 1878 – Brescia, 18 febbraio 1960) è stato un politico e pilota automobilistico italiano.
Figlio del conte Luigi e della nobildonna Maria Caleppio. Ebbe come precettore il poeta dialettale Angelo Canossi, che lo accompagnò fino alla soglia dell'Università. Si laureò in Legge a Torino, dove venne accolto alla corte dei Savoia. Fu sindaco di Cigole (BS) dal 1913 al 1914 e dal 1932 al 1939 fu tra gli uomini più attivi ad introdurre vari sport a Brescia e Bergamo.
Dopo la laurea tornò a Brescia con una delle prime automobili e si rivelò sportivo appassionato. Prima del '900 fu un pioniere dell'automobilismo e con la sua Prinetti-Stucchi Vetturette vinse il gran premio Bergamo-Crema-Bergamo nel 1899. Nel 1904 fu presidente del Circuito Aereo di Montichiari. Appassionato viaggiatore ed esploratore, nel marzo del 1904 risalì la valle del Nilo fino ai grandi Laghi equatoriali e alla costa dell'Oceano Indiano.
Nel 1904 divenne presidente del primo tennis club di Brescia introducendo così lo sport inglese in città; nel settembre del 1908 divenne invece presidente della Canottieri Sebino, unica società remiera della provincia di Bergamo. Diede impulso al Club Alpino Italiano di cui fu presidente dal gennaio 1910 al febbraio 1912. Appassionato alpinista, compì varie ascensioni nel Gruppo del Cevedale e sulle Alpi del Piemonte e nel Gruppo dell'Adamello, con gli amici alpinisti Piero Arici e Pasquale Cauzzi.
Si interessò di calcio portando prima in Italia l'allenatore ungherese Imre Schoffer e quindi rilevando, nel 1918, il Brescia, di cui assunse la presidenza. Sotto la sua presidenza la squadra disputò il difficile torneo successivo alla prima guerra mondiale. In seguito si dimise dalla presidenza.